# Assemblée générale de l'Union astronomique internationale de 1970
14e assemblée générale de l'Union astronomique internationale
La 14e assemblée générale de l'Union astronomique internationale s'est tenue en août 1970 à Brighton, en Angleterre, au Royaume-Uni.